# Andrea Jordán
Andrea Jordán (Gorizia, 29 novembre 1845 – 4 ottobre 1905) è stato un arcivescovo cattolico italiano.

## Biografia
Nato a Gorizia nel 1845 da un insegnante ginnasiale d'origine tedesca, fu ordinato sacerdote nel 1868, per poi svolgere il ruolo di catechista nelle scuole e di docente presso il locale seminario, di cui fu direttore spirituale. Subentrò nel 1886 ad Eugenio Carlo Valussi, fatto vescovo della diocesi di Trento, quale preposito capitolare e deputato presso il Consiglio imperiale austriaco, in rappresentanza dei comuni rurali del Friuli. Dopo l'assegnazione dell'arcidiocesi di Gorizia nel 1902, afflitto da problemi di salute, trovò difficoltà nel reggerne il governo. Da tempo malato, morì nel 1905.

## Genealogia episcopale
La genealogia episcopale è:
- Cardinale Scipione Rebiba
- Cardinale Giulio Antonio Santori
- Cardinale Girolamo Bernerio, O.P.
- Arcivescovo Galeazzo Sanvitale
- Cardinale Ludovico Ludovisi
- Cardinale Luigi Caetani
- Cardinale Ulderico Carpegna
- Cardinale Paluzzo Paluzzi Altieri degli Albertoni
- Cardinale Flavio Chigi
- Papa Clemente XII
- Cardinale Giovanni Antonio Guadagni, O.C.D.
- Cardinale Cristoforo Migazzi
- Vescovo Michael Léopold Brigido
- Arcivescovo Sigismund Anton von Hohenwart, S.I.
- Arcivescovo Augustin Johann Joseph Gruber
- Arcivescovo Joseph Walland
- Vescovo Anton Alojzij Wolf
- Arcivescovo Andreas Gollmayr
- Arcivescovo Luigi Mattia Zorn
- Vescovo Giovanni Battista Flapp
- Arcivescovo Andrea Jordán